# Jonathan Donahue
Jonathan Donahue (* 6. května 1966 Kingston) je americký zpěvák a kytarista. V letech 1989 až 1991 byl členem skupiny The Flaming Lips, se kterou nahrál alba In a Priest Driven Ambulance (1990) a Hit to Death in the Future Head, které vyšlo až po jeho odchodu v roce 1992. Ještě před příchodem do Flaming Lips založil Donahue soubor Mercury Rev, který však nebyl kvůli aktivitě Flaming Lips příliš aktivní a jeho aktivita byla obnovena až po Donahueově odchodu z Flaming Lips.